# Bharal
A bharal (Pseudois nayaur) az emlősök (Mammalia) osztályának párosujjú patások (Artiodactyla) rendjébe, ezen belül a tülkösszarvúak (Bovidae) családjába és a kecskeformák (Caprinae) alcsaládjába tartozó faj. Egyéb nevei: nahur és kék juh.
Nemének a típusfaja.

## Előfordulása
Tibetben és Közép-Ázsia hegyes vidékein él a Himalájában, valamint attól északra és délre.

## Alfajai
- himalájai kék juh (Pseudois nayaur nayaur) (Hodgson, 1833) szőre barnás-kék. A törzsalak Nepálban, Bhutánban, Kínában, Indiában és Pakisztánban fordul elő. Szarva akár 75 cm-nél is hosszabb lehet.
- kínai kék juh avagy tibeti kék juh (Pseudois nayaur szechuanensis) (Rothschild, 1922) szőre szürkéskék. Kínában, azon belül a Kína által megszállt Tibeti Autonóm Területen fordul elő. Kisebb, mint a törzsváltozat, és szarva is rövidebb.

A törpebharalt (Pseudois schaeferi vagy Pseudois nayaur schaeferi) legelőször és legújabban a bharal alfajának tekintik.

## Megjelenése
Háttájéka sajátosan kékesszürke, amiért gyakran nevezik kék juhnak. Télen a bundája inkább szürke, nyáron inkább barna. Hasa, a lábak hátsó és belső oldala, valamint a farok töve fehér. Fekete a farka vége és a lábak elülső oldalán egy csík; körmei fehérek. Fekete a kosok pofája, nyak- és mellközepe, valamint az oldalukon egy szalag. A kos vállmagassága elérheti a 90 cm-t. A kék juh kosok szarva szürkésbarna színű, és sajátos formában nő: kezdetben felfelé, majd kifelé fordul, végül hátrafelé csavarodik, alakja fordított bajuszra hasonlít. Hossza elérheti a 75–80 cm-t. A nőstényeknek is van szarva, de sokkal vékonyabb és legfeljebb 20 cm-es.
A felnőtt hímek átlagos testtömege 75 kg, a nőstényeké 35 kg. A kosok teste legfeljebb 165, a nőstényeké legfeljebb 115 cm hosszú (Miskolc).

## Életmódja
Jól tűri és tolerálja az ökológiai szélsőségeket; kősivatagok sziklás hegyoldalain, szeles és hideg lejtőkön egyaránt előfordul. Kerüli az erdőket. Kisebb-nagyobb nyájakban él, a nyáj mérete 5 és 400 egyed között változhat (függ a populációmérettől, az évszaktól, az élőhely eltartóképességétől, a vadászati nyomástól és egyéb emberi zavarástól). A nyáj összetétele rendszeresen változik: egyedek vagy kisebb csoportok csatlakoznak hozzá, mások elhagyják a nyájat.
Nyári táplálékában a fűfélék aránya egy vizsgálat szerint 10,5% és 92% között változott, és télen is ezek dominálnak. Megeszi még különféle cserjék leveleit, hajtásait. A táplálék-összetétel jelentősen függ élőhelyétől, mivel igencsak különböző ökológiai fülkékben fordul elő. A tengerszinttől távolodva táplálékában csökken a fűfélék és nő a cserjék leveleinek, hajtásainak aránya. Az erdőhatár fölött utóbbiakat zuzmók és mohák váltják föl. 
A nőstények fogamzóképes időszaka közel egy hónapig tart, kezdetét a tengerszint feletti magasság határozza meg. A szaporodási időszak november végétől és februárig tart, ilyenkor a kosok a kecskékhez hasonlóan mekegnek. A verekedő természetű állatok a többi évszakban is küzdenek egymással, és ilyenkor ugyancsak kecskemódra fel is ágaskodnak. A kb. 5 hónapos vemhesség végén május közepe és július eleje között egy vagy két bárány születik. ők a következő párzásig maradnak anyjukkal. A fiatal hímek 3 éves korra érik el a felnőtt testméretüket, de oldalukon ekkor még nincs meg a sötét csík. A teljes ivarérettséget 5–7 évesen érik el, szarvuk ekkor 45–55 cm hosszú.
Szabadon legfeljebb 17 éves koráig él. A kilőtt kosok 10%-a 1–4 éves, 73%-a 4–10 éves, 17%-a 11–15 éves. A nőstények koráról kevesebbet tudunk, trófeájuk értéktelen. Fogságban szintén 15–16 évig él.

## Ökológiai, gazdasági szerepe
A hópárduc és a leopárd fő zsákmányállata. A bárányokat a rókák és a ragadozó madarak is fenyegetik. A helyi lakosság húsa miatt vadássza.
Rendkívül óvatos viselkedése és magashegyi életmódja miatt vadászata nehéz; trófeája értékes. Március–áprilisban és szeptember–októberben vadásszák.

## Egyéb
Magyarországon a fajt egyedül a Miskolci Állatkert és Kultúrparkban tartják, egy hat egyedből álló fiúcsapatot a kék juhok európai törzskönyvi programjának részeként. Az első állatok 2016-ban érkeztek Varsóból, majd a következő évben a csehországi Liberecből és a Berlini Állatparkból.